# 16e armée (Japon)
Pour les articles homonymes, voir 16e armée.
La 16e armée (第16軍, Dai-jūroku gun) est une unité de l'armée impériale japonaise basée à Batavia (ancien nom de Jakarta) en Indonésie durant la Seconde Guerre mondiale.

## Histoire
La 16e armée est créée le 5 novembre 1941 sous le contrôle du groupe d'armées expéditionnaire japonais du Sud pour coordonner les divisions d'infanterie et autres forces terrestres japonaises lors de l'invasion de Java aux Indes orientales néerlandaises. Elle reste basée à Java tout au long de la guerre du Pacifique comme force de garnison.
Le 2 mars 1944, avec la menace croissante d'éventuels débarquements des Alliés pour reconquérir les Indes orientales néerlandaises, la structure organisationnelle du groupe d'armées expéditionnaire du Sud change et la 16e armée est réaffecté sous le contrôle de la 7e armée régionale. Elle reste toujours basée à Jakarta comme avant.
Elle est dissoute au moment de la reddition du Japon le 15 août 1945.

## Commandement

### Commandants
|   | Nom                                 | De              | À               |
| - | ----------------------------------- | --------------- | --------------- |
| 1 | Général Hitoshi Imamura             | 6 novembre 1941 | 9 novembre 1942 |
| 2 | Lieutenant-général Kumakichi Harada | 9 novembre 1942 | 7 avril 1945    |
| 3 | Lieutenant-général Yuichiro Nagano  | 7 avril 1945    | Septembre 1945  |

### Chef d'état-major
|   | Nom                                    | De               | À                |
| - | -------------------------------------- | ---------------- | ---------------- |
| 1 | Lieutenant-général Seizaburo Okazaki   | 6 novembre 1941  | 10 juin 1943     |
| 2 | Lieutenant-général Shinshichiro Kokubu | 10 juin 1943     | 14 novembre 1944 |
| 3 | Major-général Shigeichi Yamamoto       | 14 novembre 1944 | Septembre 1945   |